# Liste der Orte in Pennsylvania

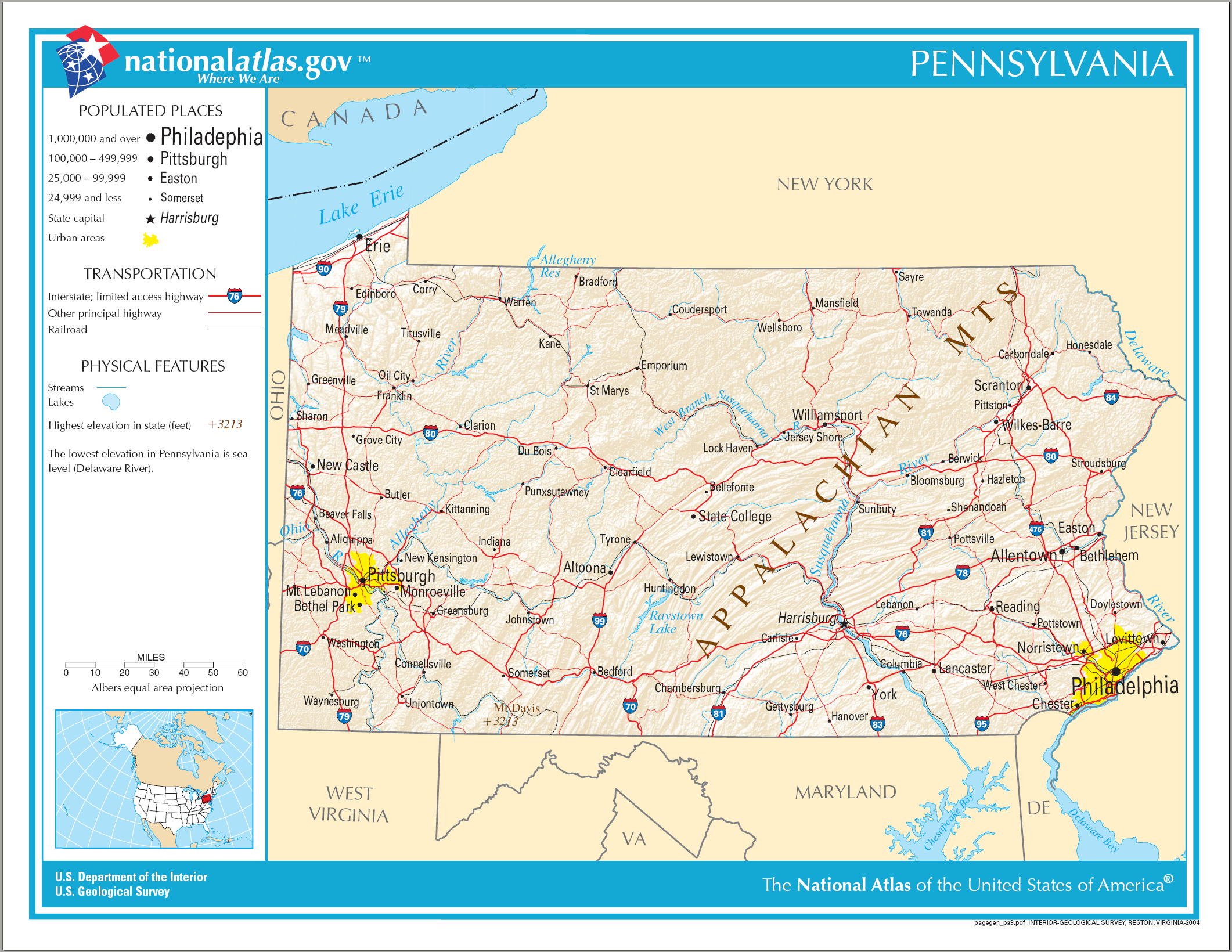
Karte von Pennsylvania

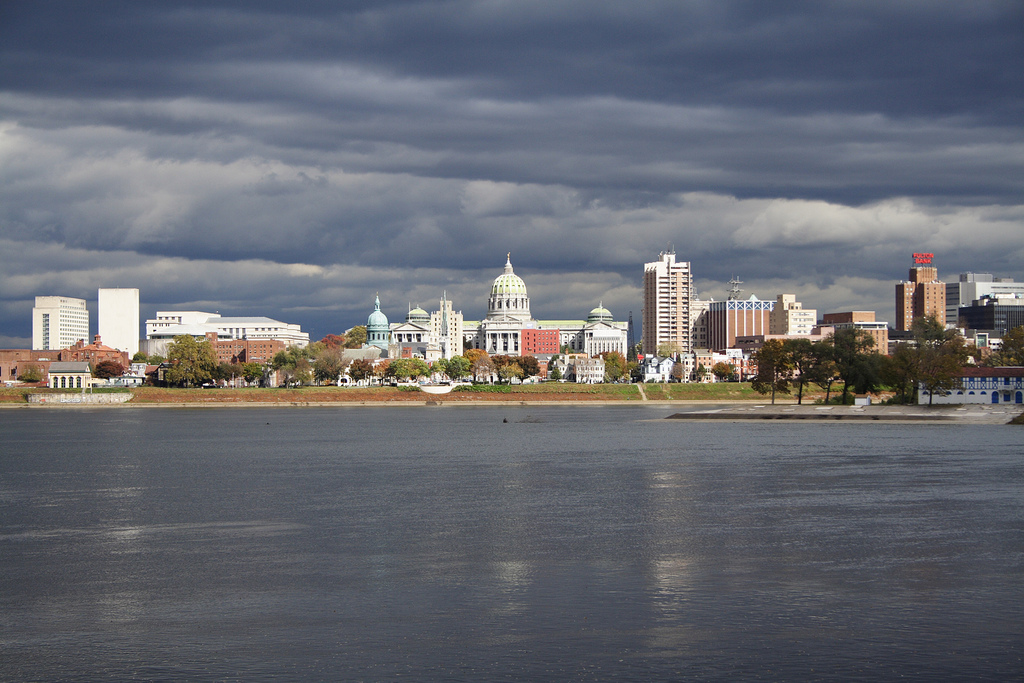
Pennsylvanias Hauptstadt Harrisburg

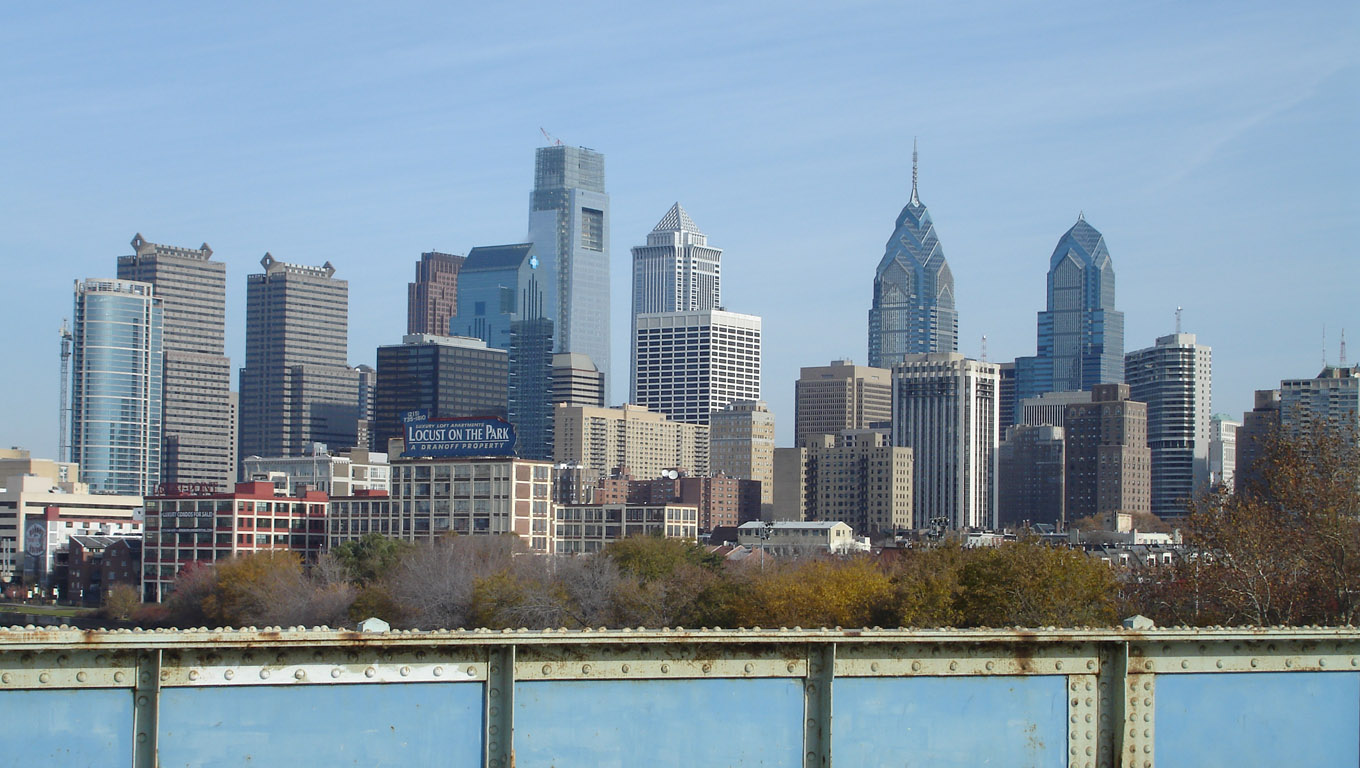
Philadelphia, die größte Stadt Pennsylvanias und zweitgrößte der Ostküste der USA

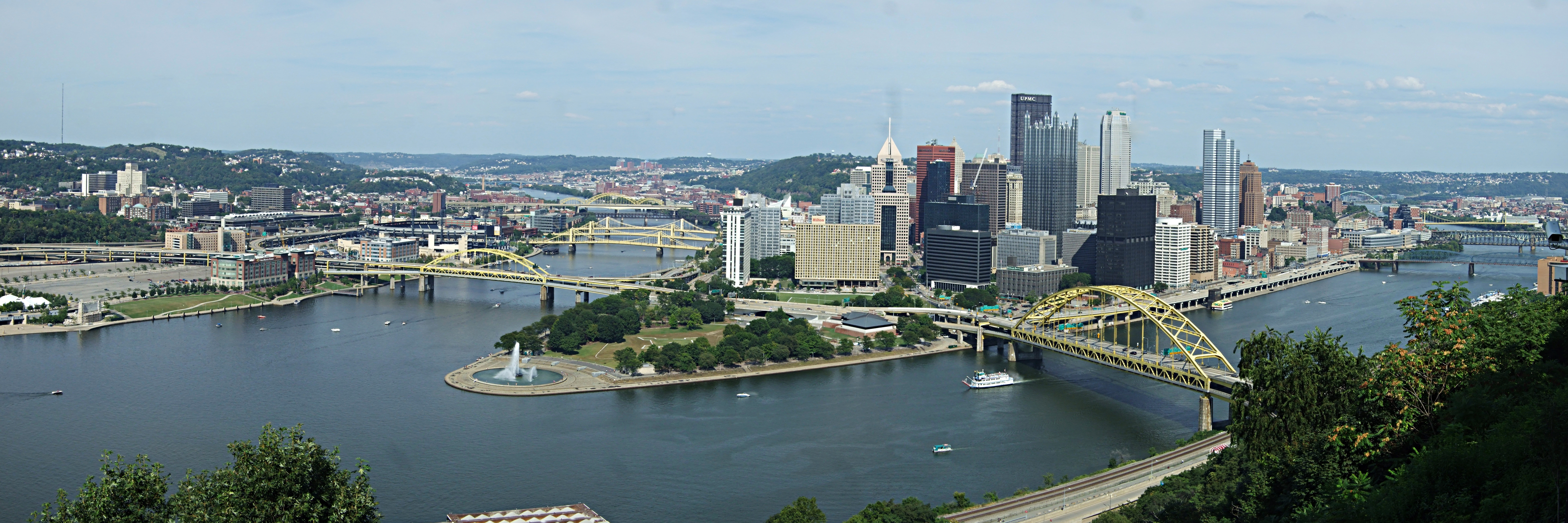
Pittsburgh

Allentown

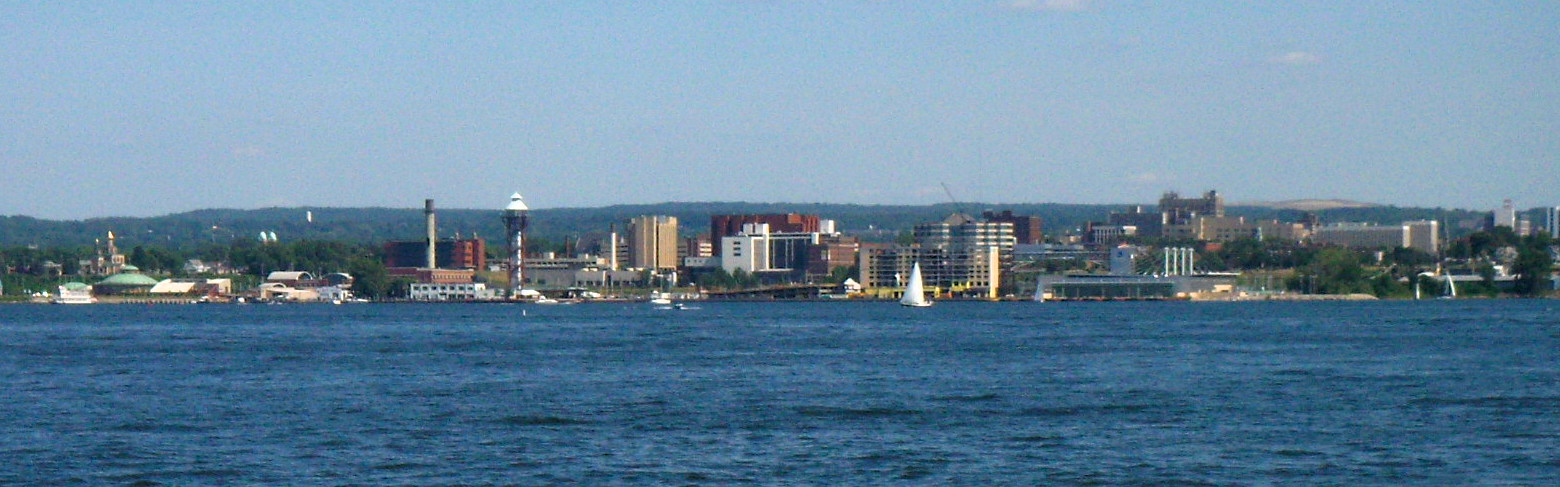
Erie

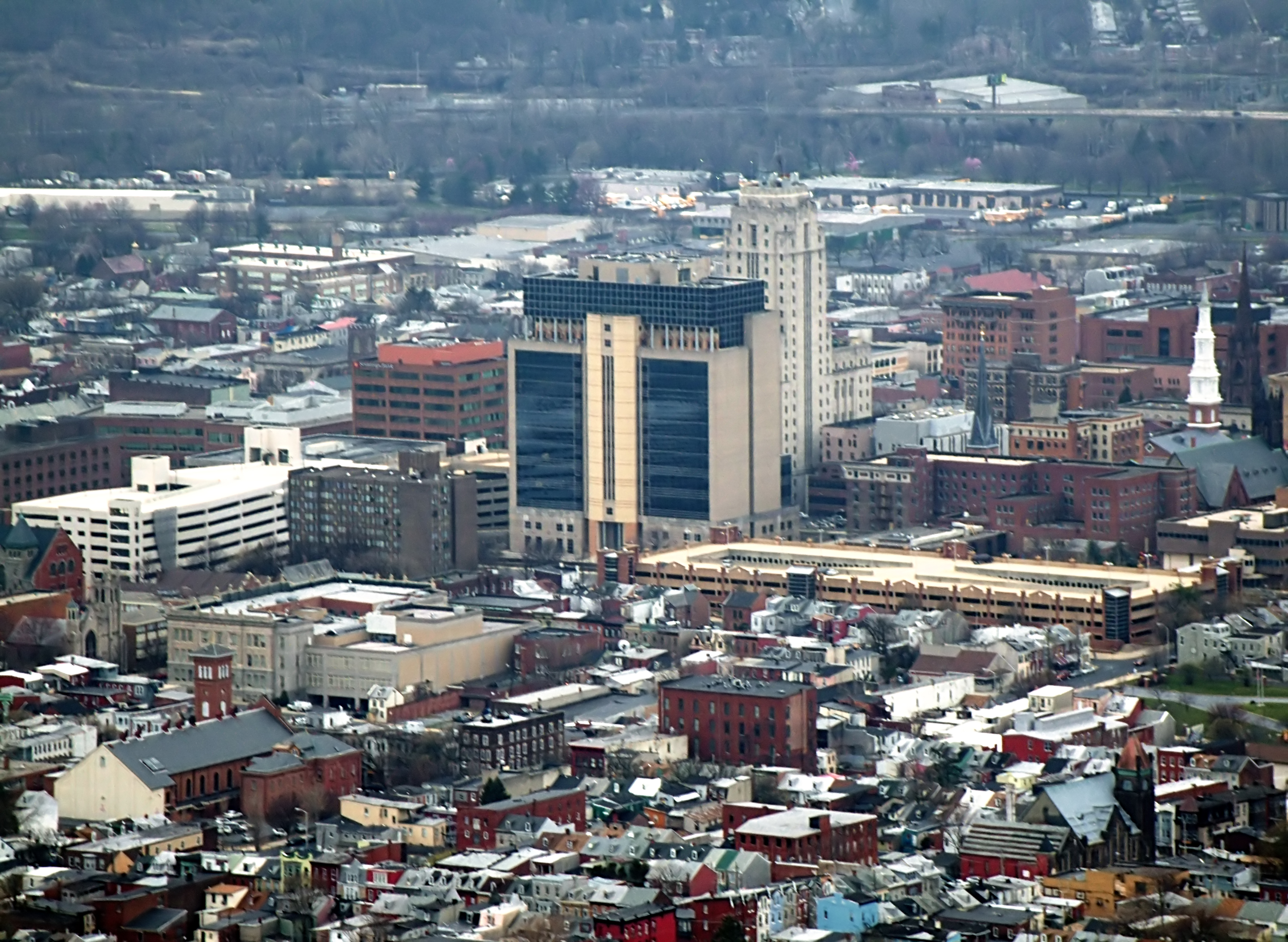
Reading

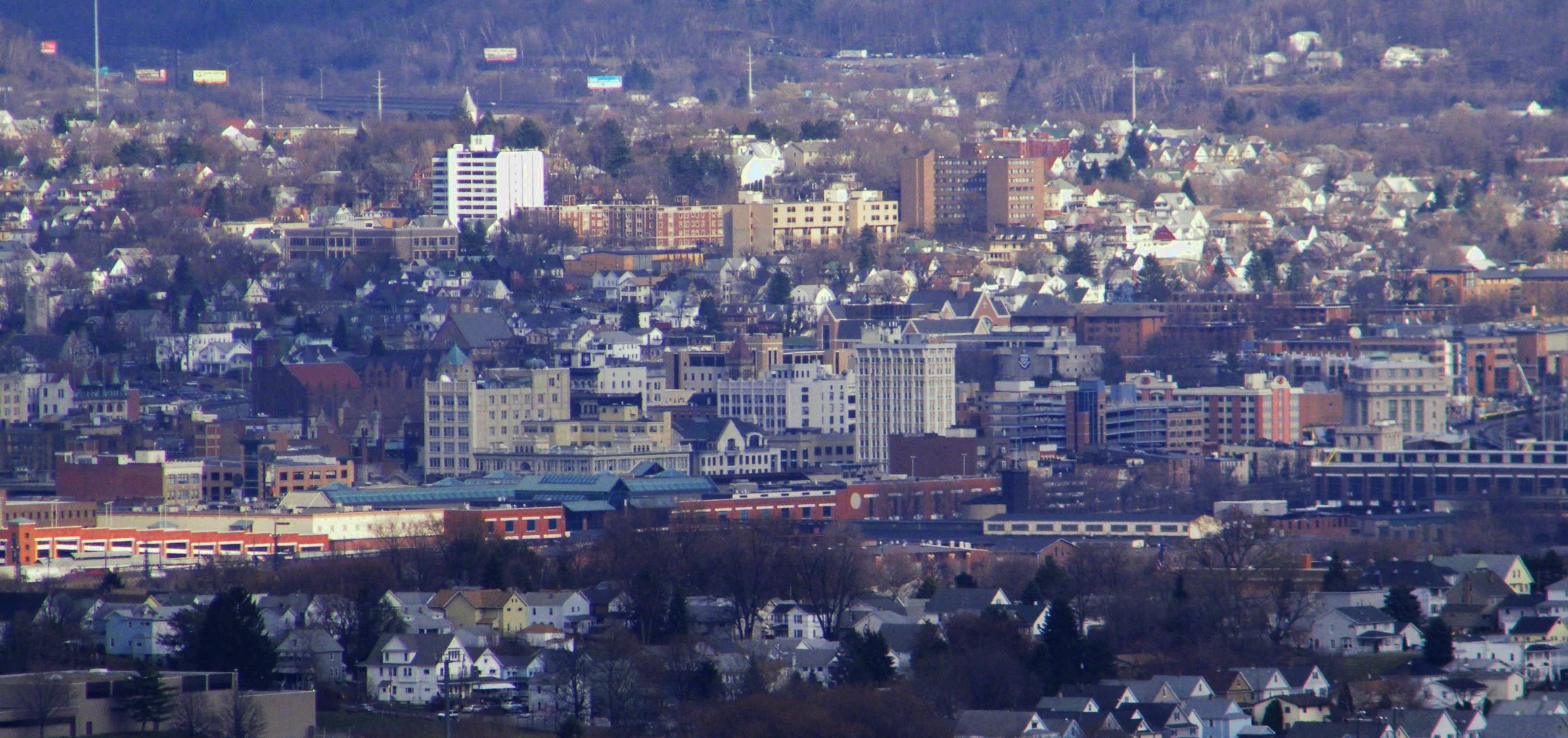
Scranton

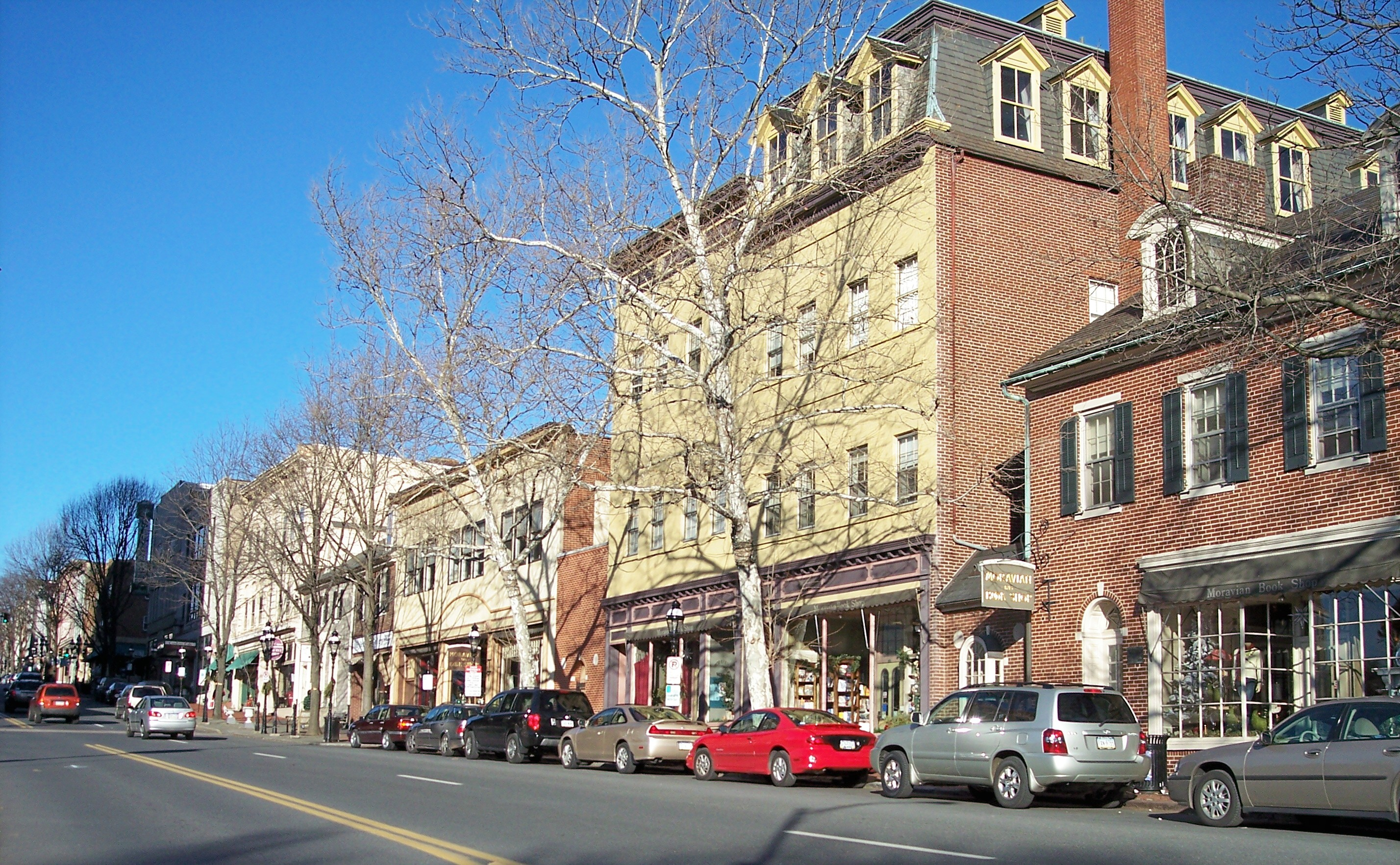
Bethlehem

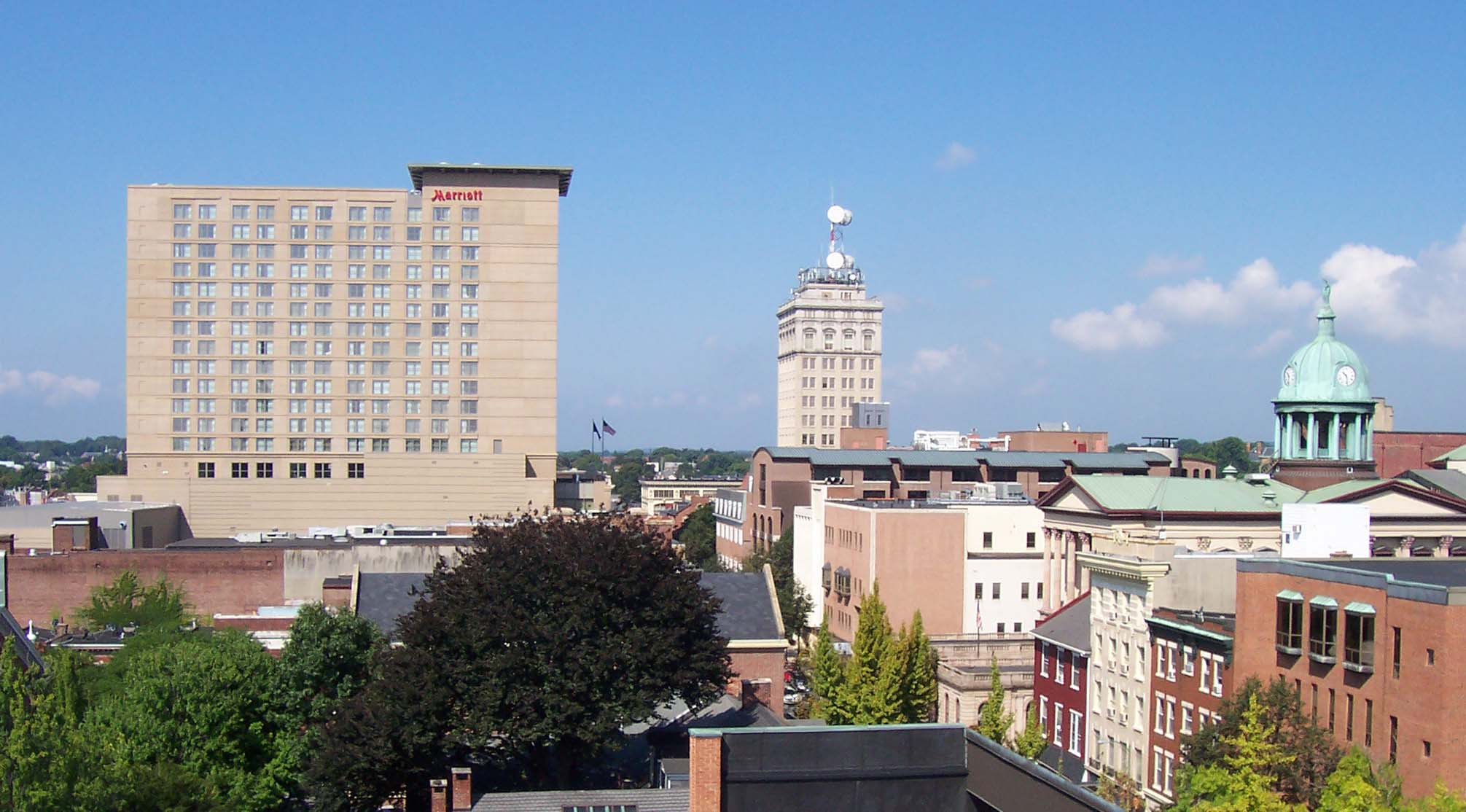
Lancaster

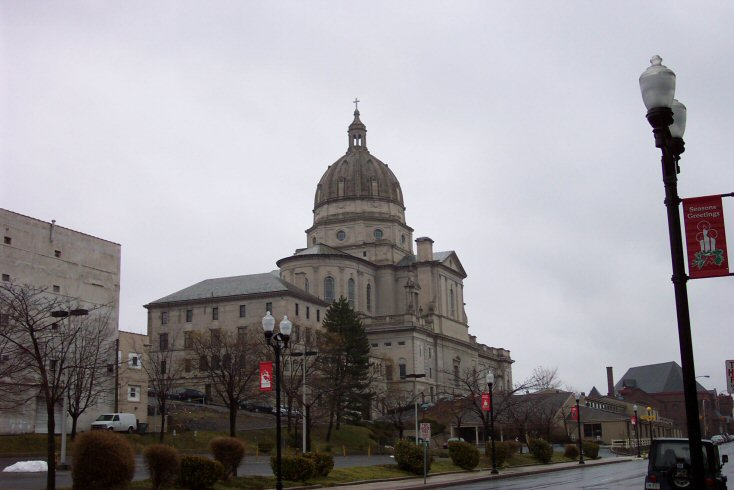
Altoona

Die folgende Liste zeigt alle Kommunen und sonstigen Siedlungen im US-Bundesstaat Pennsylvania. Sie enthält sowohl Citys, Towns, Boroughs und Home Rule Municipalities (HRM) als auch Census-designated places (CDP).
Die obere Tabelle enthält die Siedlungen, die bei der Volkszählung im Jahr 2020 mehr als 10.000 Einwohner hatten. Ebenfalls aufgeführt sind die Daten der vorherigen Volkszählung im Jahr 2000 und 2010. Die Rangfolge entspricht den Zahlen von 2010.

## Orte mit mehr als 10.000 Einwohnern im Jahre 2020
| Rang (2020) | Ort             | Einwohner 2020 | Einwohner 2010 | Einwohner 2000 | Typ     | County(s)            |
| ----------- | --------------- | -------------- | -------------- | -------------- | ------- | -------------------- |
| 1           | Philadelphia    | 1.603.797      | 1.526.006      | 1.517.542      | City    | Philadelphia1        |
| 2           | Pittsburgh      | 302.971        | 305.704        | 334.438        | City    | Allegheny            |
| 3           | Allentown       | 125.845        | 118.032        | 106.649        | City    | Lehigh               |
| 4           | Reading         | 95.112         | 88.082         | 81.374         | City    | Berks                |
| 5           | Erie            | 94.831         | 101.786        | 103.688        | City    | Erie                 |
| 6           | Scranton        | 76.328         | 76.089         | 76.082         | City    | Lackawanna           |
| 7           | Bethlehem       | 75.781         | 74.982         | 71.329         | City    | Lehigh, Northampton  |
| 8           | Lancaster       | 58.039         | 59.322         | 56.795         | City    | Lancaster            |
| 9           | Levittown       | 52.699         | 52.983         | 53.966         | CDP     | Bucks                |
| 10          | Harrisburg      | 50.099         | 49.528         | 48.950         | City    | Dauphin              |
| 11          | York            | 44.800         | 43.718         | 41.298         | City    | York                 |
| 12          | Wilkes-Barre    | 44.328         | 41.498         | 43.123         | City    | Luzerne              |
| 13          | Altoona         | 43.963         | 46.320         | 49.523         | City    | Blair                |
| 14          | State College   | 40.501         | 42.034         | 38.434         | Borough | Centre               |
| 15          | Norristown      | 35.748         | 34.324         | 31.331         | Borough | Montgomery           |
| 16          | Bethel Park     | 33.577         | 32.313         | 33.535         | HRM     | Allegheny            |
| 17          | Chester         | 32.605         | 33.972         | 36.850         | City    | Delaware             |
| 18          | Hazleton        | 29.963         | 25.340         | 23.337         | City    | Luzerne              |
| 19          | Drexel Hill     | 29.181         | 28.043         | 29.364         | CDP     | Delaware             |
| 20          | Monroeville     | 28.640         | 28.386         | 29.325         | HRM     | Allegheny            |
| 21          | Easton          | 28.127         | 26.800         | 26.261         | City    | Northampton          |
| 22          | Williamsport    | 27.754         | 29.381         | 30.693         | City    | Lycoming             |
| 23          | Plum            | 27.144         | 27.126         | 26.943         | Borough | Allegheny            |
| 24          | Lebanon         | 26.814         | 25.477         | 24.477         | City    | Lebanon              |
| 25          | King of Prussia | 24.695         | 19.936         | 18.511         | CDP     | Montgomery           |
| 26          | Pottstown       | 23.433         | 22.377         | 21.879         | Borough | Montgomery           |
| 27          | New Castle      | 21.926         | 23.273         | 26.326         | City    | Lawrence             |
| 28          | Chambersburg    | 21.903         | 20.268         | 17.842         | Borough | Franklin             |
| 29          | Allison Park    | 21.864         | 21.552         | 20.817         | CDP     | Allegheny            |
| 30          | Baldwin         | 21.510         | 19.767         | 19.876         | Borough | Allegheny            |
| 31          | Murrysville     | 21.006         | 20.079         | 18.809         | HRM     | Westmoreland         |
| 32          | Carlisle        | 20.118         | 18.682         | 18.155         | Borough | Cumberland           |
| 33          | West Mifflin    | 19.589         | 20.313         | 22.199         | Borough | Allegheny            |
| 34          | Lansdale        | 18.773         | 16.269         | 16.071         | Borough | Montgomery           |
| 35          | West Chester    | 18.671         | 18.461         | 17.861         | Borough | Chester              |
| 36          | Phoenixville    | 18.602         | 16.440         | 14.788         | Borough | Chester              |
| 37          | Johnstown       | 18.411         | 20.978         | 23.906         | City    | Cambria              |
| 38          | McKeesport      | 17.727         | 19.731         | 23.961         | City    | Allegheny            |
| 39          | Fullerton       | 16.588         | 14.925         | 14.268         | CDP     | Lehigh               |
| 40          | Hanover         | 16.429         | 15.289         | 14.536         | Borough | York                 |
| 41          | Colonial Park   | 16.243         | 13.229         | 13.259         | CDP     | Dauphin              |
| 42          | Hermitage       | 16.230         | 16.220         | 16.154         | City    | Mercer               |
| 43          | Franklin Park   | 15.479         | 13.490         | 11.357         | Borough | Allegheny            |
| 44          | Horsham         | 15.193         | 14.842         | 14.779         | CDP     | Montgomery           |
| 45          | Weigelstown     | 15.136         | 12.875         | 10.117         | CDP     | York                 |
| 46          | Whitehall       | 15.064         | 13.944         | 14.465         | Borough | Allegheny            |
| 47          | Greensburg      | 14.976         | 14.892         | 15.892         | City    | Westmoreland         |
| 48          | Wilkinsburg     | 14.349         | 15.930         | 18.724         | Borough | Allegheny            |
| 49          | Indiana         | 14.044         | 13.975         | 14.998         | Borough | Indiana              |
| 50          | Dunmore         | 14.042         | 14.057         | 14.352         | Borough | Lackawanna           |
| 51          | Hershey         | 13.858         | 14.257         | 12.771         | CDP     | Dauphin              |
| 52          | Ephrata         | 13.794         | 13.394         | 13.182         | Borough | Lancaster            |
| 53          | Willow Grove    | 13.730         | 15.726         | 16.234         | CDP     | Montgomery           |
| 54          | Ardmore         | 13.566         | 12.455         | 12.616         | CDP     | Delaware, Montgomery |
| 55          | Butler          | 13.502         | 13.757         | 15.121         | City    | Butler               |
| 56          | Coatesville     | 13.350         | 13.100         | 10.838         | City    | Chester              |
| 57          | Kingston        | 13.349         | 13.182         | 13.855         | Borough | Luzerne              |
| 58          | Pottsville      | 13.346         | 14.324         | 15.549         | City    | Schuylkill           |
| 59          | Washington      | 13.176         | 13.663         | 15.205         | City    | Washington           |
| 60          | Carnot-Moon     | 13.151         | 11.372         | 10.637         | CDP     | Allegheny            |
| 61          | Sharon          | 13.147         | 14.038         | 16.344         | City    | Mercer               |
| 62          | Meadville       | 13.050         | 13.388         | 13.688         | City    | Crawford             |
| 63          | Montgomeryville | 12.998         | 12.624         | 12.031         | CDP     | Montgomery           |
| 64          | St. Marys       | 12.738         | 13.070         | 14.502         | City    | Elk                  |
| 65          | Bloomsburg      | 12.711         | 14.855         | 12.361         | Town    | Columbia             |
| 66          | Jefferson Hills | 12.424         | 10.619         | 9.711          | Borough | Allegheny            |
| 67          | New Kensington  | 12.170         | 13.116         | 14.700         | City    | Westmoreland         |
| 68          | Yeadon          | 12.054         | 11.443         | 11.762         | Borough | Delaware             |
| 69          | Lower Burrell   | 11.758         | 11.761         | 12.609         | City    | Westmoreland         |
| 70          | Broomall        | 11.718         | 10.789         | 11.046         | CDP     | Delaware             |
| 71          | Emmaus          | 11.652         | 11.211         | 11.313         | Borough | Lehigh               |
| 72          | Elizabethtown   | 11.639         | 11.545         | 11.879         | Borough | Lancaster            |
| 73          | Shiloh          | 11.524         | 11.218         | 10.192         | CDP     | York                 |
| 74          | Mountain Top    | 11.489         | 10.982         | -              | CDP     | Luzerne              |
| 75          | Progress        | 11.168         | 10.419         | 10.342         | CDP     | Dauphin              |
| 76          | Wyomissing      | 11.114         | 10.461         | 10.428         | Borough | Berks                |
| 77          | Lansdowne       | 11.107         | 10.620         | 11.044         | Borough | Delaware             |
| 78          | Waynesboro      | 10.951         | 10.568         | 9.614          | Borough | Franklin             |
| 79          | Munhall         | 10.774         | 11.406         | 12.156         | Borough | Allegheny            |
| 80          | Darby           | 10.715         | 10.687         | 10.299         | Borough | Delaware             |
| 81          | Nanticoke       | 10.628         | 10.465         | 10.955         | City    | Luzerne              |
| 82          | Northampton     | 10.395         | 9.898          | 9.426          | Borough | Northampton          |
| 83          | Berwick         | 10.327         | 10.477         | 10.766         | Borough | Columbia, Luzerne    |
| 84          | Columbia        | 10.207         | 10.400         | 10.324         | Borough | Lancaster            |
| 85          | Brentwood       | 10.082         | 9.634          | 10.462         | Borough | Allegheny            |
| 86          | Croydon         | 10.014         | 9.950          | 9.993          | CDP     | Bucks                |

1 – mit der Stadt Pennsylvania deckungsgleich

## Weitere Orte in alphabetischer Reihenfolge
| - Akron - Alburtis - Alexandria - Aliquippa - Allegheny - Allison Park - Ambler - Ambridge - Annville - Archbald - Ashland - Aspers - Aston Township - Atglen - Athens - Audubon - Avoca - Avonmore - Bagdad - Bally - Beaver Falls - Bedford - Belle Vernon - Belleville - Bensalem - Berwyn - Bethel - Biglerville - Bird In Hand - Birdsboro - Blairsville - Blandon - Blue Bell - Blue Ridge Summit - Boothwyn - Bowmanstown - Bowmansville - Boyertown - Braddock - Bradford - Breinigsville - Bridesburg - Bridgeburg - Bridgeport - Bridgeville - Brighton - Bristol - Brockway - Brookville - Brownsville - Bryn Mawr - Burnham - Bustleton - Byberry - California - Cambridge Springs - Camp Hill - Camphill - Canonsburg - Carbondale - Cargo City - Carnegie - Catasauqua - Chadds Ford - Chalfont - Champion - Cheswick - Childs - Clairton - Clarks Summit - Cleona - Clifton Heights - Collegeville - Collingdale | - Colmar - Connellsville - Conshohocken - Coopersburg - Coraopolis - Cornwells Heights - Coudersport - Creighton - Cresco - Cressona - Croydon - Crystal Lake - Curwensville - Dallas - Dallastown - Dalton - Danville - Darlington - Delano - Delaware Water Gap - Denver - Devon - Donora - Douglassville - Downey - Downingtown - Doylestown - Dravosburg - DuBois - Duncansville - Duryea - Dushore - East Berlin - East Butler - East Goshen - East Greenville - East Stroudsburg - Ebensburg - Eddystone - Edgemont - Elkland - Ellwood City - Emigsville - Emporium - Endeavor - Essington - Evans City - Ever City - Exeter - Export - Exton - Eynon - Fair Hill - Fairless Hills - Fallsington - Feasterville - Trevose - Fleetwood - Fogelsville - Folcroft - Ford City - Fort Indiantown - Fort Washington - Forty Fort - Foxcroft - Frackville - Franconia - Frank - Frankford - Franklin - Frazer - Frisco - Gardner - Gardners - Garnder | - Germansville - Gettysburg - Gibralter - Gibson - Gibsonia - Gilbertsville - Glassport - Glenn Da - Glenolden - Glenshaw - Gouldsboro - Green Tree - Greencastle - Greenville - Grove City - Gwynedd - Hadley - Hamburg - Hanburg - Harding - Harleysville - Hatboro - Hatfield - Havertown - Hazleton - Heidelberg - Heidlersburg - Hellertown - Hightstown - Holland - Honesdale - Honey Brook - Houston - Hummelstown - Huntingdon - Huntingdon Valley - Huntington Valley - Hyde - Imperial - Industry - Irving - Irwin - Ivyland - Jeanette - Jeffersonville - Jenkintown - Jessup - Johnsonburg - Josephtown - Kane - Karns City - Karthaus - Kennett Square - Kensington - Kimberton - Kittanning - Kreamer - Kulpsville - Kutztown - Laflin - Lake City - Lake Winola - Langeloth - Langhorne - Lansford - Latrobe - Lawrence - Leechburg - Leesport - Leetsdale - Lehigh Valley - Lemoyne - Leola - Lester | - Lewisburg - Lewistown - Ligonier - Linwood - Lionville - Lititz - Litiz - Liverpool - Lock Haven - Locust Summit - Malvern - Manheim - Mansfield - Manver - Marathon - Marcus Hook - Marietta - Marion - Mars - Martins Creek - Marysville - Mayfield - Maywood - McAdoo - McConnellsburg - McDonald - McMurray - McVeytown - Meadow Lands - Mechanicsburg - Media - Mehoopany - Mercer - Mertztown - Middletown - Mifflinburg - Mifflinville - Milesburg - Milford - Mill Hall - Millersburg - Milroy - Milton - Minersville - Modena - Modesto - Monaca - Monongahela - Montoursville - Moosic - Morgantown - Morrisville - Mountsville - Mountville - Mt. Bethel - Mt. Joy - Mt. Pleasant - Mt. Pocono - Mt. Union - Mt. Wolf - Muncy - Nazareth - Nesquehoning - Neville Island - New Berlin - New Brighton - New Centerville - New Centerville - New Cumberland - New Eagle - New Holland - New Hope - New Kings Town - New Kingston | - New Kingstown - New Milford - New Oxford - New Philadelphia - New Stanton - Newtown - Newtown - Newtown Square - North East - North Huntingdon - Northumberland - Nottingham - Oak - Oakdale - Oakmont - Oaks - Oil City - Old Forge - Ono - Orefield - Orrtanna - Orwigsburg - Paint - Palmerton - Park Junction - Parkesburg - Parkwood - Paxinos - Peach Glen - Penn Run - Penndel - Petersburg - Petrolia - Pipersville - Pittsfield - Pittston - Plumsteadville - Plymouth - Plymouth Meeting - Pocono Manor - Pt Allegany - Pt Providence - Pt Trevorton - Quakertown - Radnor - Ransom - Red Lion im Berks County - Red Lion im Chester County - Red Lion im York County - Ridgway - Ridley Park - Ringgold - Roaring Springs - Robesonia - Rochester - Rosemont - Rouseville - Royersford - Saegertown - Sagentown - Scalp Level - Schenley - Schuylkill Haven - Scottdale - Seiple - Selinsgrove - Sharon Hill - Shickshinny - Shippensburg - Shiremanstown - Sinking Springs - Slatington - Slippery Rock - Somerset - Souderton - Southampton - Southwark | - Spring City - Spring House - Springdale (Borough) - Springdale (Township) - St. Clair - Sterling - Stockertown - Strausstown - Strinestown - Stroudsburg - Sugar Grove - Summerhill - Sunbury - Swissvale - Tamaqua - Tarentum - Taylor - Telford - Temple - Thordale - Titusville - Tobyhanna - Topton - Towanda - Tower City - Trainer - Tremont - Trevorton - Trevose - Trumbauersville - Tullytown - Tunkhannock - Tyrone - Union - Union City - Uniontown - Upper Darby - Valley Forge - Verona - Vogleyville - Wagontown - Wampum - Warminster - Warren - Warrendale - Warrington - Washington Crossing - Waymart - Wayne - Waynesburg - Weatherly - Wellsboro - West Conshohocken - West Elizabeth - West Hazleton - West Middlesex - West Point - Westmoreland - Westport - Wexford - Wheatland - Willgrove - Williamstown - Windber - Windcap - Windgap - Wissahickon - Womelsdorf - Wrightsville - Wyalusing - Wyoming - Wyona - Youngsville - Youngwood - Zelienople - Zieglerville |